# 馬蒂亞斯·巴興格
馬蒂亞斯·巴興格（Matthias Bachinger，1987年4月2日—）出生于西德慕尼黑，是一位德國男子職業網球運動員，2005年转职业。2007年首次参加ATP巡回赛正赛，同年进入法网正赛，完成了个人在四大满贯赛正赛的首秀。

## 外部連結
- 馬蒂亞斯·巴興格（英文/西班牙文）的官方資料
- 馬蒂亞斯·巴興格的國際網球總會 職業／青少年 官方資料（英文）
- 馬蒂亞斯·巴興格的官方資料（英文）